# Acoustically Driven
Acoustically Driven je osmým živým albem britské skupiny Uriah Heep

## Seznam stop
1. Introduction (0:47)
2. Why Did You Go (3:59)
3. The Easy Road (2:41)
4. Echoes In The Dark (4:44)
5. Come Back To Me (4:40)
6. Cross That Line (5:56)
7. The Golden Palace (8:17)
8. The Shadows And The Wind (4:30)
9. Wonderworld (4:33)
10. Different World (5:03)
11. Circus (4.21)
12. Blind Eye (3:37)
13. Traveller In Time (2:50)
14. More Fool You (3:30)
15. Lady In Black (6:15)
16. Medley: The Wizard / Paradise / Circle Of Hands (9:24)

## Sestava
- Mick Box – kytara, zpěv
- Lee Kerslake – bicí, zpěv
- Trevor Bolder – baskytara, zpěv
- Phil Lanzon – klávesy, zpěv
- Bernie Shaw – sólový zpěv

- Ian Anderson – hostující umělec

The Uriah Heep Classic Rock Music Ensemble
- Liz Cheyen Liew – první housle
- Sarah Chi Liew – druhé housle
- Saskia Tomkins – viola
- Pauline Kirke – cello
- String arrangements by Pip Williams and Phil Lanzon
- Stefan Hannigan – irské dudy a perkusy
- Melvin Duffy – pedálová steel a slide kytara
- Kim Chandler – flétna na 'The Easy Road', 'The Golden Palace' a 'More Fool You'
- Pip Williams – doprovodná kytara na 'Lady In Black'
- Emma Robbins – sborový zpěv
- Kim Chandler – sborový zpěv
- Billie Godfrey – sborový zpěv